# Captain Black (sigaar)
Captain Black is een sigarenmerk uit de Verenigde Staten van Amerika maar wordt vooral in landen als Canada verkocht. Het merk is niet verkrijgbaar in Nederland en bevat ook geen vermeldingen van de inhoud nicotine of teer. Captain Black is een onderdeel van Lane Limited. De sigaar is behalve in naturel ook verkrijgbaar in kunstmatig geparfumeerde en van smaakstoffen voorziene variaties als gezoet, kersen, perzik-rum en vanille.